# Prevalac
Prevalac (izvirno srbsko Превалац) je naselje v Srbiji, ki upravno spada pod Mesto Vranje; slednja pa je del Pčinjskega upravnega okraja.

## Demografija
V naselju živi 117 polnoletnih prebivalcev, pri čemer je njihova povprečna starost 39,8 let (38,2 pri moških in 41,8 pri ženskah). Naselje ima 39 gospodinjstev, pri čemer je povprečno število članov na gospodinjstvo 3,92.
To naselje je popolnoma srbsko (glede na rezultate popisa iz leta 2002), a v času zadnjih 3 popisov je opazen porast števila prebivalcev.
|  |

| Demografija | Demografija     | Demografija     |
| Leto        | Št. prebivalcev | Št. prebivalcev |
| ----------- | --------------- | --------------- |
|             |                 |                 |
|             |                 |                 |
|             |                 |                 |
|             |                 |                 |
| 1948        | 179             |                 |
| 1953        | 160             |                 |
| 1961        | 161             |                 |
| 1971        | 140             |                 |
| 1981        | 142             |                 |
| 1991        | 151             | 151             |
| 2002        | 153             | 153             |
|             |                 |                 |

| Etnična sestava po popisu iz leta 2002 | Etnična sestava po popisu iz leta 2002 | Etnična sestava po popisu iz leta 2002 | Etnična sestava po popisu iz leta 2002 | Etnična sestava po popisu iz leta 2002 |
| -------------------------------------- | -------------------------------------- | -------------------------------------- | -------------------------------------- | -------------------------------------- |
| Srbi                                   | Srbi                                   |                                        | 153                                    | 100,0%                                 |
| Neznano                                | Neznano                                |                                        | 0                                      | 0,0%                                   |